# Isacco Jogues
Isacco Jogues (Orléans, 10 gennaio 1607 – Ossernenon, 18 ottobre 1646) è stato un gesuita e missionario francese presso le popolazioni native dell'America settentrionale. Venne assassinato dagli Uroni insieme ad alcuni confratelli.

## Biografia
Isacco Jogues nacque ad Orléans il 10 gennaio 1607. È stato proclamato santo nel 1930 da papa Pio XI.
La sua memoria liturgica è il 18 ottobre.